# Norrmalmstorg-overval

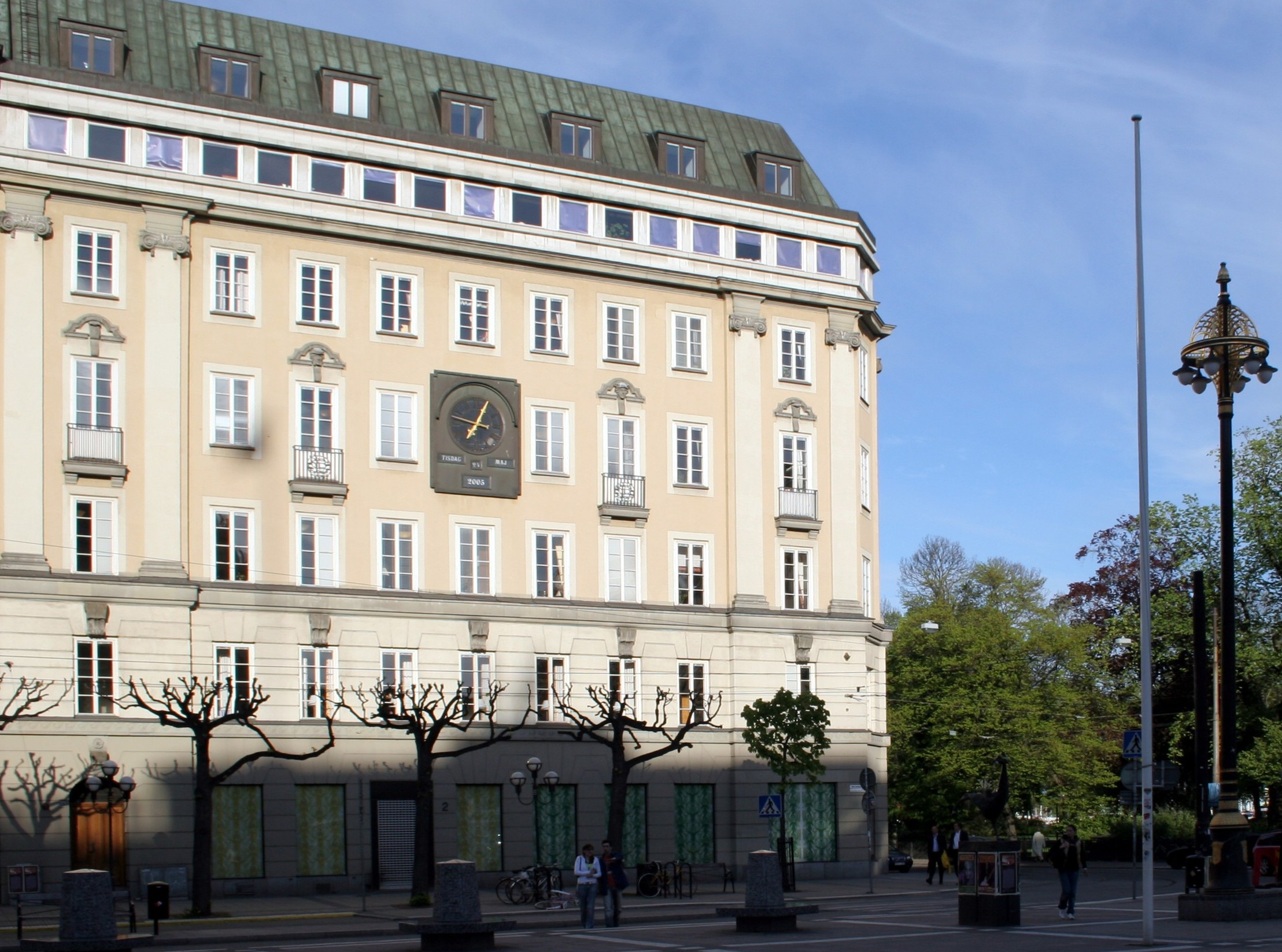
Het gebouw waar de Norrmalmstorg-overval plaatsvond.

De Norrmalmstorg-overval vond plaats in Zweden in 1973 en was de aanleiding voor de term stockholmsyndroom. Er was een "gijzeling" die ongeveer 5 dagen duurde.

## Gebeurtenissen
Op 23 augustus 1973 liep Jan Erik "Janne" Olsson, met verlof uit de gevangenis, de Kreditbanken aan het plein Norrmalmstorg in het centrum van Stockholm binnen. De politie werd onmiddellijk gebeld. Toen twee agenten naar binnen liepen, opende Olsson het vuur. Eén politieman raakte gewond en de andere werd opgedragen op een stoel te zitten en "iets te zingen". Hij koos het lied "Lonesome Cowboy". Olsson nam vier gijzelaars en eiste dat zijn vriend Clark Olofsson naar hem toe werd gebracht, samen met 3 miljoen Zweedse kronen, twee pistolen, kogelwerende vesten, helmen en een snelle auto.
Olofsson werd met toestemming van de regering naar binnen gebracht en begon met de politie te onderhandelen. Een van de gijzelaars, Kristin Ehnemark, vertelde dat ze zich op haar gemak voelde bij de gijzelnemers, maar dat ze bang was dat de politie problemen zou veroorzaken door een gewelddadige actie te ondernemen (dit was het eerste symptoom van het stockholmsyndroom). De overvallers barricadeerden samen met de gijzelaars de binnenste kluis. De deuren van de kluis werden gesloten. De overvallers kregen toegang tot een auto om te ontsnappen, maar kregen geen toestemming om de gijzelaars mee te nemen als ze zouden vertrekken.
Olofsson sprak met premier Olof Palme en dreigde de gijzelaars te doden, waarbij hij een van de gijzelaars in een wurggreep nam. Men kon haar horen schreeuwen op het moment dat hij ophing. De volgende dag werd Olof Palme door Kristin Ehnemark gebeld, die hem vertelde dat ze ontevreden was over zijn houding en hem vroeg de overvallers te laten gaan.
Het drama was nog niet afgelopen. Op 26 augustus boorde de politie een gat in de kluis via een daarboven gelegen appartement. Door dit gat nam de politie foto's van de gijzelaars en Olofsson. Olsson opende het vuur en dreigde de gijzelaars te doden als er gas in de kluis zou worden gepompt. Op 28 augustus werd het gas alsnog gebruikt en na een half uur gaven de overvallers op. Niemand raakte gewond.
Zowel Olsson als Olofsson werden gevangengenomen en kregen een lange gevangenisstraf voor de overval. Omdat Olofsson aangaf dat hij Olsson niet had geholpen en slechts had geprobeerd om de situatie kalm te houden en de gijzelaars te redden, werd hij in hoger beroep vrijgesproken. Later raakte hij bevriend met Kristin Ehnemark; hij was echter nooit haar verloofde, zoals soms wordt beweerd.
Olsson kreeg 10 jaar en heeft sinds zijn vrijlating geen criminele overtredingen meer begaan. Hij kreeg in de gevangenis veel brieven van vrouwen die hem aantrekkelijk vonden en verloofde zich later met een van hen.
Olofsson heeft een aantal gewapende overvallen gepleegd, zowel voor als na de gebeurtenissen van 1973. In 1991 werd hij uit de gevangenis vrijgelaten. Hij verwierf de Belgische nationaliteit en veranderde zijn naam in Daniël Demuynck, maar werd in 1999 opnieuw opgepakt en in Denemarken tot 14 jaar gevangenis veroordeeld voor drugssmokkel. Hij overleed op 24 juni 2025 op 78-jarige leeftijd.
De gijzelaars zeggen nog steeds dat zij tijdens hun zesdaagse gijzeling meer bevreesd waren voor de politie dan voor de overvallers. Het is duidelijk dat zij zich identificeerden met hun overvallers. Dit fenomeen leidde tot academische interesse in het onderwerp, waarvoor de criminoloog Nils Bejerot de term stockholmsyndroom muntte.
De overval heeft ook een film geïnspireerd: Norrmalmstorg door Håkan Lindhé (2003).